# Араи, Сигэо
Сигэо Араи (яп. 新井 茂雄 Араи Сигэо, 8 августа 1916 — 19 июля 1944) — японский пловец, олимпийский чемпион.
Сигэо Араи родился в 1916 году в префектуре Сидзуока; окончил Университет Риккё.
В 1936 году на Олимпийских играх в Берлине Сигэо Араи завоевал золотую олимпийскую медаль в эстафете 4×200 м вольным стилем (установив при этом мировой рекорд), а также стал бронзовым призёром на дистанции 100 м вольным стилем.
В 1941 году был призван в армию. В 1944 году погиб в Бирме.